# Samuel Darío Maldonado (khu tự quản)
Samuel Darío Maldonado là một khu tự quản thuộc bang Táchira, Venezuela. Thủ phủ của khu tự quản Samuel Darío Maldonado đóng tại La Tendida. Khự tự quản Samuel Darío Maldonado có diện tích 548 km2, dân số theo điều tra dân số ngày 21 tháng 10 năm 2001 là 13847 người.